# Tiberius Pollenius Armenius Peregrinus
Tiberius Pollenius (auch Pollienus) Armenius Peregrinus war ein römischer Politiker und Senator.
Peregrinus entstammte einer hochadligen italischen Familie, die bereits im zweiten Jahrhundert Karriere im Reichsdienst gemacht hatte und die den Severern nahestand.
Vor 244 war Peregrinus Prokonsul von Lycia et Pamphylia oder von Asia. Den prätorischen Prokonsulat muss er kurz vor seinem Konsulat bekleidet haben. Im Jahr 244 wurde Peregrinus ordentlicher Konsul.
Die Verwandtschaftsbeziehungen und möglichen Identifizierungen mit anderen Personen sind umstritten. Peregrinus war wohl der Sohn von Lucius Armenius Peregrinus, der Prätor und Arvalbruder im Jahr 213 war. Er wurde offensichtlich von Pollienus Auspex, einem Suffektkonsul unter Commodus, adoptiert. Sein Bruder war möglicherweise Armenius Titianus, Arvalbruder im Jahr 240. Seine Tochter war Pollenia Honorata.